# Feldkirchen an der Donau
Feldkirchen an der Donau – gmina targowa w Austrii, w kraju związkowym Górna Austria, w powiecie Urfahr-Umgebung. Liczy 5286 mieszkańców (1 stycznia 2015).